# إيزابيل دوس سانتوس
إيزابيل دوس سانتوس (بالبرتغالية: Isabel dos Santos) (20 أبريل 1973)، هي سيدة أعمال أنغولية، وأغنى امرأة في أفريقيا والابنة الكبرى لرئيس أنغولا السابق جوزيه إدواردو دوس سانتوس الذي حكم البلاد من 1979 إلى 2017.سنة 2013، وحسب أبحاث لمجلة فوربس، بلغت ثروتها أكثر من 3 مليارات دولار أمريكي، وبذلك أصبحت أغنى امرأة في أفريقيا. سنة 2015، صنفت البي بي سي إيزابيل دوس سانتوس من ضمن أكثر 100 امرأة نفوذا في العالم.

## العائلة والتعليم
ولدت إيزابيل دوس سانتوس في باكو، وهي الابنة الكبرى للرئيس السابق لأنغولا جوزيه إدواردو دوس سانتوس وزوجته الأولى الروسية تاتيانا كوكاوفا. دخلت إلى مدرسة داخلية للبنات في كنت تدعى كوبهام هول. درست هندسة كهربائية في كلية الملك بلندن، وهناك التقت بزوجها من زائير (حاليا جمهورية الكونغو الديمقراطية)، سينديكا دوكولو، وهو ابن مليونير من كينشاسا وزوجته من الدنمارك.

## مشوارها
في السنوات العشرين الماضية، شغلت إيزابيل دوس سانتوس مناصب إدارية في عدد من الشركات المدرجة في البورصات الأوروبية. عادت إيزابيل من لندن في بداية 1990 لتنضم إلى والدها في لواندا، وبدأت العمل كمهندسة إدارية في مشروع لواندا 2000. سنة 1997، بدأت في إدارة الأعمال بأول مشروع لها نادي شاطئ ميامي، واحد من أول النوادي الليلية والمطاعم الشاطئية في جزيرة لواندا. خلال فترة تقارب ال20 عاما، وسعت مصالحها التجارية، مما أدى إلى خلق عدة حيازات، في أنغولا وخارج البلاد، جعلها تقوم باسثمارات كبيرة في الشركات البارزة خصوصا في البرتغال. في يونيو 2016، عينت من طرف الرئيس كرئيسة مجلس إدارة مجموعة سونانغول وهي شركة نفط حكومية أنغولية. مما أدى إلى جدل في وسائل الإعلام الأنغولية في ظل تعيينات مماثلة لأبناء الرئيس الآخرين.

### الاستثمارات في البرتغال
منذ عام 2008، كانت لديها اهتمامات في مجال الاتصالات والإعلام وتجارة التجزئة والتمويل وصناعة الطاقة، سواء في أنغولا أو في البرتغال. كما تمتلك إيزابيل 4.918% من أسهم من الاتصالات الإسبانية تيليفونيكا